# ルー・ハドソン
ルー・ハドソン (Lou Hudson, 1944年7月11日 - 2014年4月11日) は、アメリカ男子プロバスケットボールリーグNBAで活躍した元バスケットボール選手。ノースカロライナ州グリーンズボロ出身。ジャンプショットを中心に得点を量産するその時代を代表するスコアラーであり、1960年代後半から1970年代に掛けての長きに渡ってアトランタ・ホークスを支えた。背番号『23』はホークスの永久欠番となっている。

## 経歴
地元グリーズンバロウのダドリー高校を卒業したルー・ハドソンことルイス・クライド・ハドソンは、ミネソタ大学に進学。3シーズンのプレイで20.4得点8.9リバウンドを記録した。彼がNBAスカウトの目に留まったのは、彼が4年生の時、手を骨折したまま30得点をあげた試合である。スカウトはこの試合で、ハドソンがNBAでプレイするには十分な才能と頑丈さを兼ね備えていると判断し、ハドソンは1966年のNBAドラフトで4位指名を受けて、セントルイス・ホークスに入団した。
彼は1966年のNFLドラフトでも、ダラス・カウボーイズに20巡で指名された。

### ホークスのエース
ハドソンはルーキーイヤーからいきなりチームトップとなる18.9得点をあげ、オールルーキー1stチームに選ばれた。翌1967-68シーズンは軍の召集のためシーズンの半分を欠場し、12.5得点の成績に終わったが、ホークスがセントルイスからアトランタに本拠地を移した1968-69シーズンにはいよいよエーススコアラーとしての頭角を現し、このシーズンは21.9得点6.6リバウンドを記録。以後、7シーズン連続でアベレージ20得点オーバーを達成する。翌1969-70シーズンにはさらに成績を伸ばして平均25.4得点をあげ、大黒柱だったゼルモ・ビーティが抜けたホークスを地区優勝にまで導き、オールスターとオールNBA2ndチームに初選出された。1972-73シーズンにはキャリアハイとなる27.1得点6.2リバウンドを記録。このシーズンから加入したピート・マラビッチと共にシーズン通算2000得点を達成し、チームメイト2人が同時に2000得点以上を達成した初めての例となった。
1973-74シーズン以降ホークスはプレーオフを逃し続けるようになり、またハドソン自身は故障がちになり、かわりにチーム内でハドソンとポジションが重なるジョン・ドリューが台頭を見せたことにより、ハドソンは1976-77シーズンを最後に11シーズン過ごしたホークスから去ることになった。ハドソンはオリー・ジョンソンとのトレードで、ロサンゼルス・レイカーズに移籍した。
ホークス所属時の通算16,049得点はドミニク・ウィルキンス、ボブ・ペティットに次ぐ歴代3位。キャリアハイとなる1試合57得点はウィルキンス、ペティットに並ぶフランチャイズ記録である。

### ホークス以後
ハドソンはレイカーズで2シーズン過ごし、1978-79シーズンを最後に現役から引退した。NBA通算成績は13シーズン890試合の出場で、17,940得点3,926リバウンド、平均20.2得点4.4リバウンドだった。
引退後はホークスのラジオアナウンサーとなった。ユタ州パークシティに移住してからは不動産投資家となり、パークシティの市議会議員も務めた。
2014年4月11日に脳卒中で死去。69歳没。
2022年、バスケットボール殿堂入りを果たした。

## 主な業績
- NBAオールスターゲーム出場：1969年－1974年
- オールルーキー1stチーム：1967年
- オールNBA2ndチーム：1970年
- ジョージア州スポーツ殿堂
- 全米バスケットボール退職者協会選出の「Humanitarian of the Year」
- 背番号『23』はアトランタ・ホークスの永久欠番
- バスケットボール殿堂